# Černé Údolí
Černé Údolí (německy Schwarzthal) je malá vesnice, část obce Benešov nad Černou v okrese Český Krumlov. Nachází se na území přírodního parku Novohradské hory, asi 5 km na jihovýchod od Benešova nad Černou. Černé Údolí leží v katastrálních územích Benešov nad Černou o výměře 12,41 km2 a Velký Jindřichov o výměře 6,3 km2.

## Historie
Ves byla založena roku 1774 při upravování řeky Černé hrabětem Johannem Buquoyem jako osada pro voraře. Oficiální název Schwarzthal (Černé údolí) vznikl roku 1792. Schwarzthal se dělil na tři části, které náležely ke třem obcím: Velký Jindřichov, Lužnici a Německý Benešov. Při vzniku Československa[zdroj?] zde stálo 60 domů a žilo 446 obyvatel, z toho pouze čtyři byli Češi. V té době zde fungovala cihelna, dva hostince, výčep lihovin, dva mlýny, dva obchody se smíšeným zbožím, trafika, hrnčířská a truhlářská dílna.
Roku 1838 zde byla postavena novogotická kaple sv. Huberta, ta ale byla v 70. letech zlikvidována.[zdroj?] Roku 1885 se zde otevřela škola do které chodilo až 121 žáků. Ta se dochovala až do dnešních dnů.[zdroj?] V dnešní době je zde zachována řada sklářských domků a žije 42 obyvatel. Pracuje tu malá vodní elektrárna.

### Historie sklárny
Roku 1837 zde byla založena sklárna, do které byl převeden provoz ze sklárny v Janových Hutích. Vyrábělo se zde křišťálové, lité i tabulové sklo. V letech 1881–1984 zde byla postavena nová sklářská huť, která vyráběla i vzácnější druhy skla, včetně černého hyalitu a červeného skla, které byly vynálezem J. F. A. Buquoye. Sklárna byla zrušena roku 1903.

## Galerie

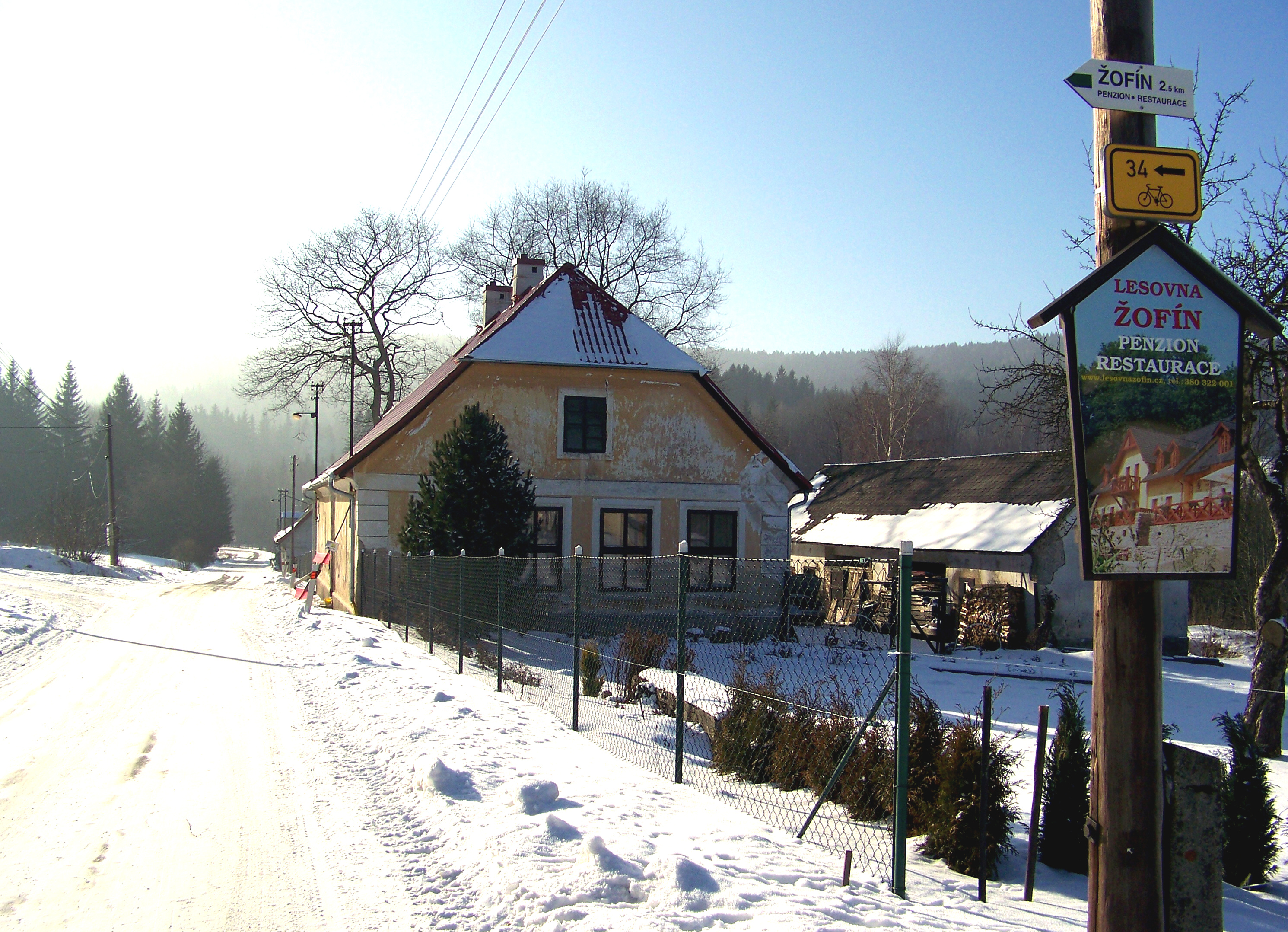
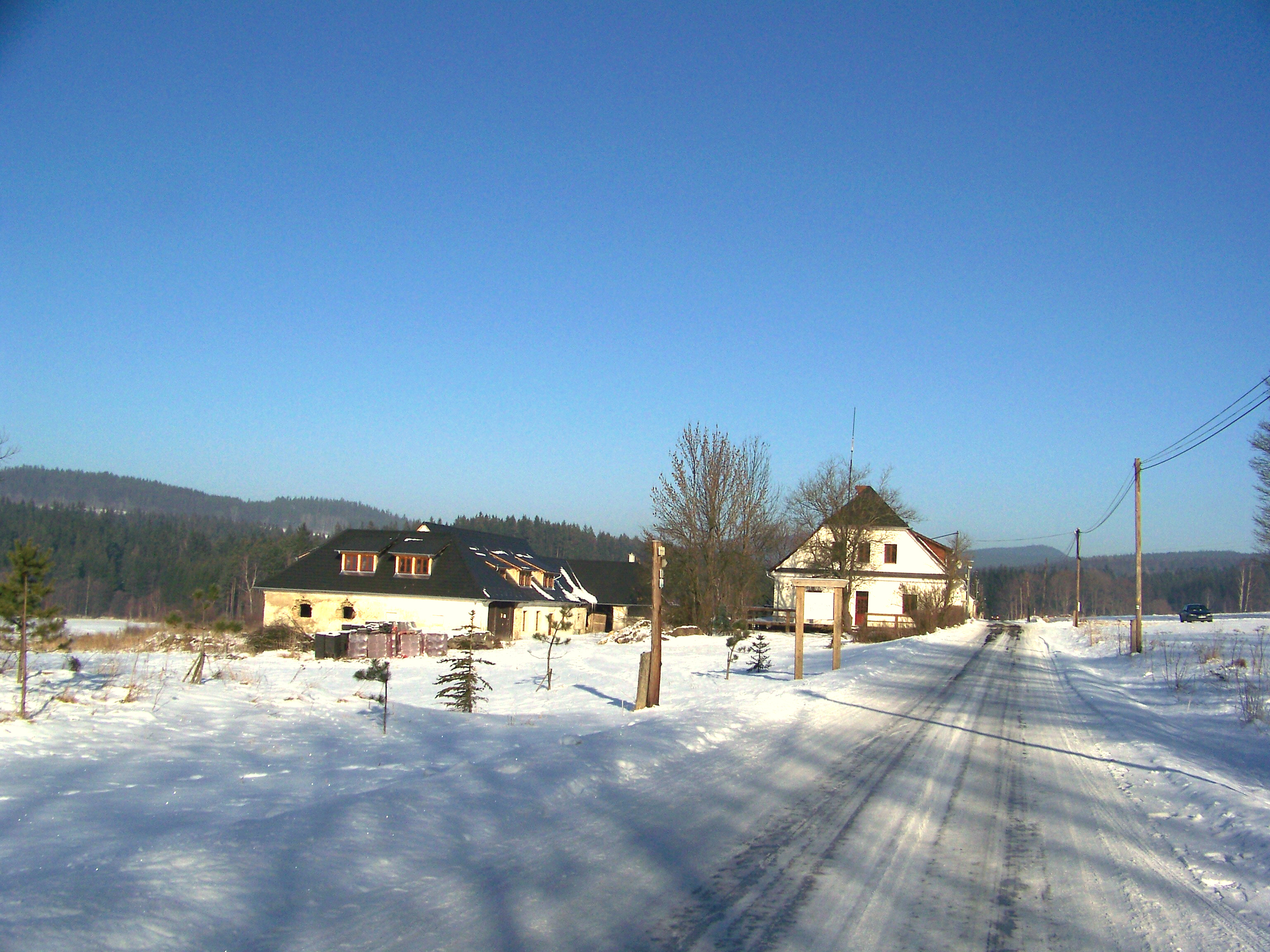
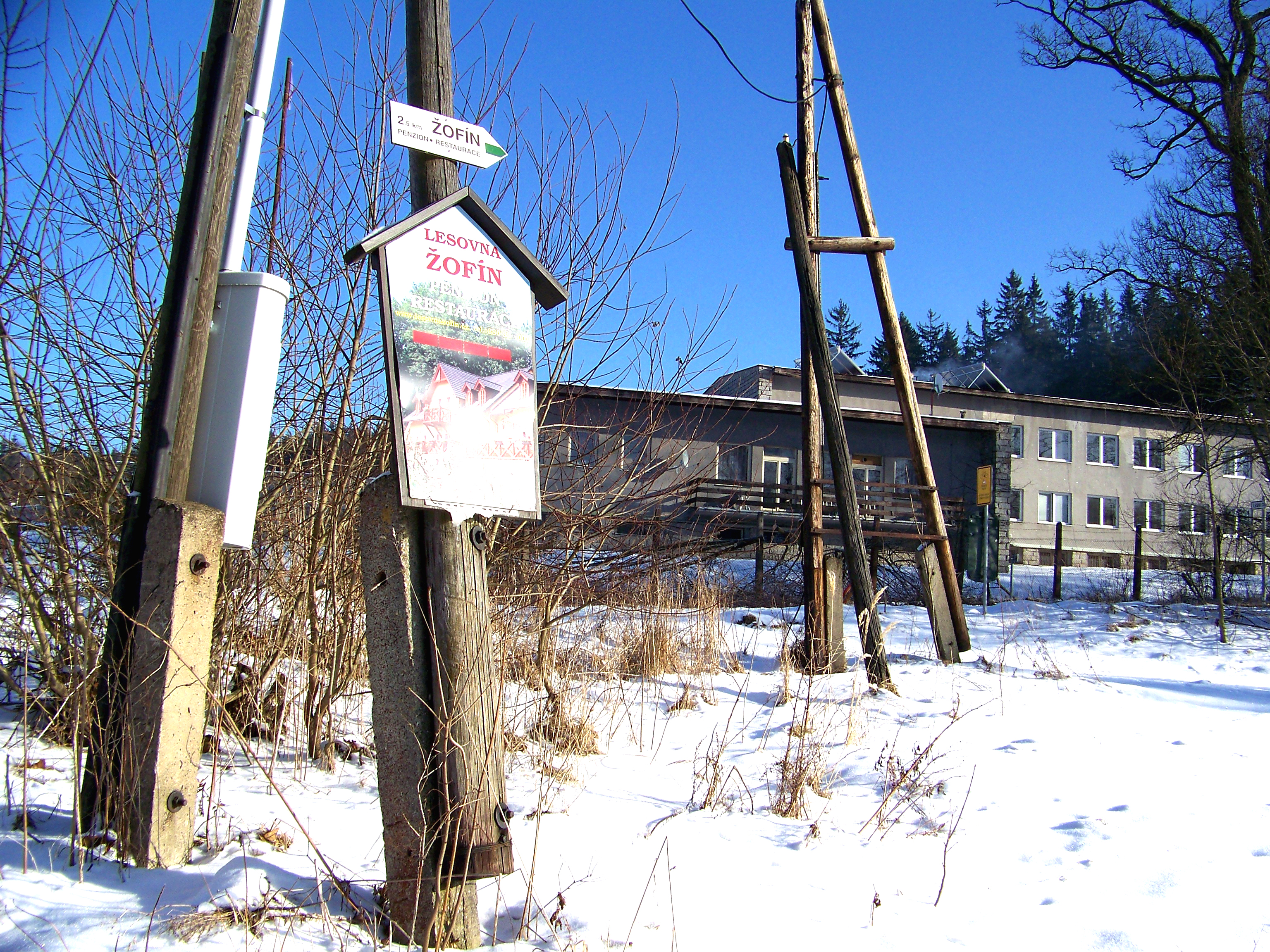

## Obyvatelstvo
| Rok            | 1869 | 1880 | 1890 | 1900 | 1910 | 1921 | 1930 | 1950 | 1961 | 1970 | 1980 | 1991 | 2001 | 2011 | 2021 |
| -------------- | ---- | ---- | ---- | ---- | ---- | ---- | ---- | ---- | ---- | ---- | ---- | ---- | ---- | ---- | ---- |
| Počet obyvatel | 395  | 335  | 423  | 418  | 306  | 253  | 221  | 97   | 84   | 37   | 54   | 42   | 48   | 34   | 19   |
| Počet domů     | 54   | 51   | 57   | 58   | 53   | 54   | 55   | 30   | 30   | 11   | 14   | 24   | 24   | 23   | 19   |